# Iglesia de Santa María de los Latinos
La Iglesia de Santa María de los Latinos fue un edificio de la iglesia en la Ciudad Vieja de Jerusalén en el Reino Cruzado de Jerusalén .

## Historia
Hacia mediados del siglo XI, los comerciantes amalfitanos obtuvieron el permiso del Califa para construir la iglesia de Santa María de los Latinos junto a la Iglesia de la Resurrección en Jerusalén, así como un hospicio para el alojamiento de peregrinos cristianos a Tierra Santa. . El hospicio-hospital estaba dirigido por monjes benedictinos .
Antes de la Primera Cruzada (1095-1099) y la toma de Jerusalén en 1099 por los latinos, este primer hospicio-hospital franco solo funcionaba como tal. En ese momento aún no existía la institución que luego se conocería como órdenes militares . En el siglo XII, el historiador cruzado Guillermo de Tiro escribe sobre la existencia de un monasterio, perteneciente al pueblo de Amalfi, que se hizo cargo del hospital y su capilla. Este último se había dedicado al patriarca de Alejandría, Juan el limosnero (610–616).
Sin embargo, en los primeros años del siglo XII, tras la Primera Cruzada, apareció en Jerusalén la enigmática figura de Pierre Gerard o Gerard Tenque, una personalidad envuelta en leyenda. No se conocen ni su tierra natal, ni su familia, ni su educación, pero según todos los indicios hasta la fecha, es él quien fundó la Orden de los Caballeros del Hospital de San Juan de Jerusalén (en latín : Ordo Fratrum Hospitalis Sancti Ioannis Hierosolymitani ), también conocida como la 'Orden de San Juan', 'Caballeros Hospitalarios', entre otros.
La "gran" iglesia  fue presuntamente saqueado por Saladino después de la caída de Jerusalén.

## Ubicación e identificación
Confusamente, había dos Iglesias de Santa María de la era de los cruzados muy cerca una de la otra en el Qarter de los Hospitalarios. Las fuentes medievales utilizan tres nombres diferentes cuando se dirigen a las dos iglesias: Santa María de los Latinos, Santa María Menor y Santa María la Mayor. Diferentes investigadores las han identificado de manera diferente, pero Conrad Schick y la mayoría de los investigadores modernos ven a Santa María de los Latinos como una y la misma Santa María Menor, sus ruinas ahora construidas por la Iglesia Protestante Alemana del Redentor . Los restos de Santa María la Mayor han desaparecido por completo bajo el mercado griego de Aftimos de 1901.